# トゥール・モンパルナス

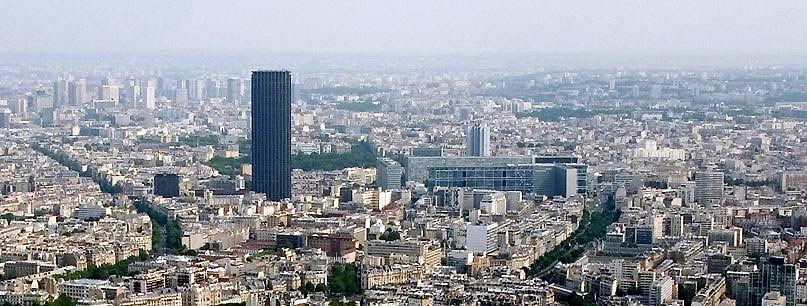
エッフェル塔から見たモンパルナス付近（14区、及び15区界隈）、中央左にトゥール・モンパルナス（モンパルナスタワー）がそびえる

トゥール・モンパルナス（モンパルナス・タワー、フランス語：Tour Montparnasse, Tour Maine-Montparnasse, 英語：Maine-Montparnasse Tower）はフランスの首都パリ南部のモンパルナス地区（場所は15区）にある超高層ビル。高さ210m、59階建てで、主な用途はオフィス。
1969年から1972年にかけて旧モンパルナス駅の跡地に建設されたが、激しい景観論争を巻き起こし、以後パリ市内にこれを超える高層建築は建てられていない。竣工時にはヨーロッパかつフランスで一番高いビルであったが、21世紀に入りパリ市外のラ・デファンスではトゥール・モンパルナスより高い高層ビルが建設されている。

## 沿革と概要

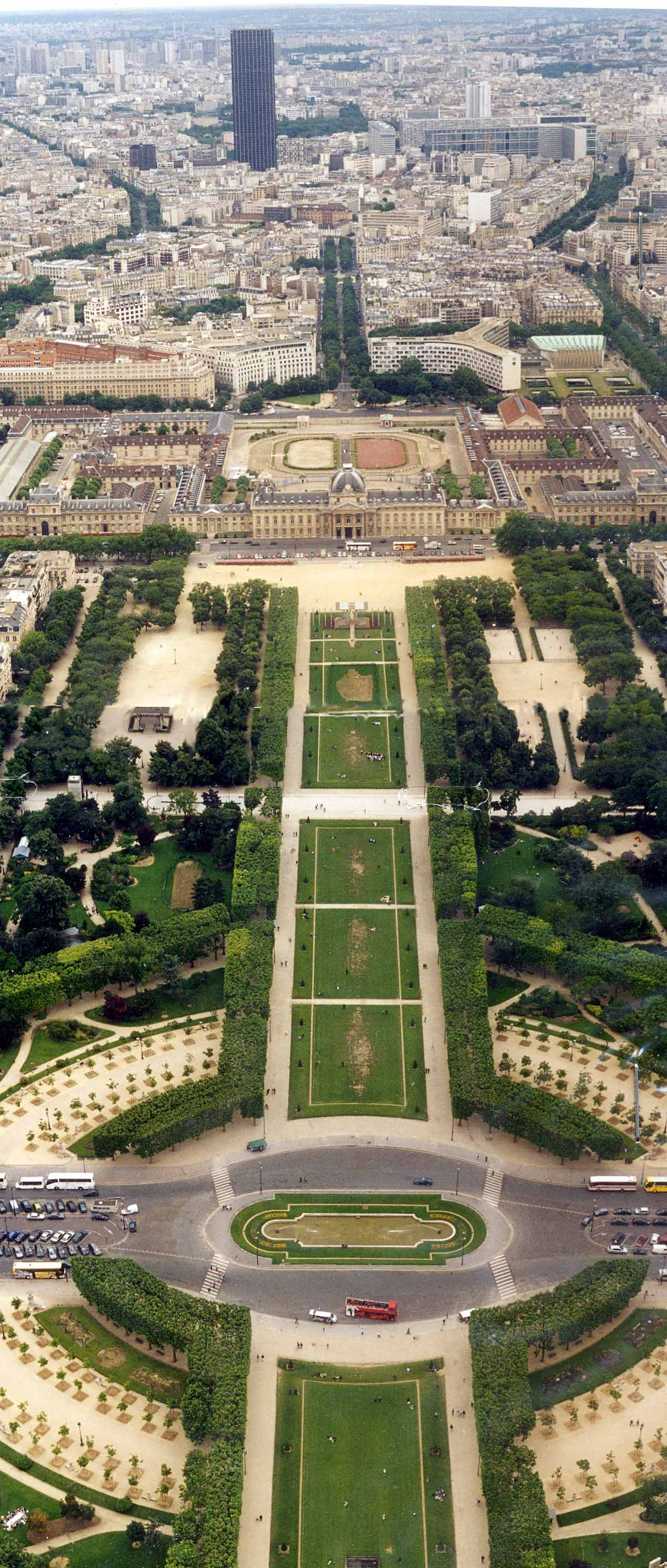
エッフェル塔から見たトゥール・モンパルナス

トゥール・モンパルナスは、 Eugène Beaudouin, Urbain Cassan, Louis Hoym de Marien の三人の建築家により設計され、建設会社カンプノン・ベルナール（Campenon Bernard、現在のヴァンシ）が建設した。
トゥール・モンパルナスはパリメトロのモンパルナス＝ビヤンヴニュ駅の直上にあり、交通が便利なことからオフィスとして使われ、高層部の56階はレストラン、59階は展望台になっている。展望フロアからは半径40kmまでを見渡すことができ、パリ全域はもちろんオルリー空港に離着陸する飛行機も見ることができる。また屋上デッキにも観光客が登ることが出来るが、このデッキはヘリポートも兼ねており、ヘリコプター発着のために柵が2分で撤去できる。トゥール・モンパルナスは、ラ・デファンスからトロカデロ広場、エッフェル塔を経てシャン・ド・マルス広場に至る都市軸の延長線上に位置する（パリの歴史軸参照）。
簡素で一枚岩のような外観、およびパリの伝統的な街並みの上に立ちはだかる巨大さから、建築当時からパリには場違いであるという批判を浴び、1972年の竣工から2年後にはパリ都心部での超高層ビル建設は禁止された。冗談半分で、「トゥール・モンパルナス最上階からの眺めはパリで一番美しい。なぜからパリで唯一トゥール・モンパルナスが見えない場所だからだ」とも言われる
。これはエッフェル塔を評したモーパッサンの言葉をもじったものである。
またビル建設時に使用されたアスベストの問題も提起されており、2007年現在行われているアスベスト撤去工事は長く続くと考えられている。
かつてはフランス一高い高層ビルだったが、ラ・デファンスに建つトゥール・ファースト（旧称トゥール・AXA、高さ159m）が2007年から2011年にかけて増改築され、高さ225m（尖塔部の高さ231m）となりフランス一位の座を奪った。これ以外にも2000年代後半には、ラ・デファンスに高さ300m前後のトゥール・ファーレ（Tour Phare）、トゥール・スィニャル（Tour Signal）、トゥール・ジェネラリ（Tour Generali）の建設が予定されていたが、いずれも世界金融危機などによる経済の減速により中止されている。

トゥール・モンパルナス最上階からの夕暮れのパリ